# Il diario della mia libertà
Il diario della mia libertà (나의 해방일지?, Na-ui haebang-iljiLR) è una serie televisiva sudcoreana trasmessa su JTBC dal 9 aprile al 29 maggio 2022. Internazionalmente è distribuita da Netflix.

## Trama
Chang-hee, Mi-jeong e Ki-jeong sono un fratello e due sorelle che vivono in un sobborgo di Seul. Ciascuno di loro nasconde un segreto e desidera sfuggire alla propria vita abitudinaria. Un giorno incontrano il misterioso signor Gu, un dipendente presso la fabbrica di lavandini di proprietà della loro famiglia.

## Personaggi e interpreti
- Yeom Chang-hee, interpretato da Lee Min-ki
- Yeom Mi.jeong, interpretata da Kim Ji-won
- Gu Ja-gyeong, interpretato da Son Suk-ku
- Yeom Ki-jeong, interpretata da Lee El

## Accoglienza
La serie ha attirato l'attenzione per i dialoghi e i monologhi dal significato metaforico, e per la storia realistica e riconoscibile. È stata inoltre lodata per la rappresentazione della pressione sociale che causa frustrazione nei giovani adulti sudcoreani, e ha vinto il premio alla miglior sceneggiatura ai Baeksang Arts Award 2023. Ha avuto ascolti modesti, con uno share medio del 2,9% per il primo episodio e un picco del 6,7% raggiunto con l'episodio finale.